# Platycaryeae
Platycaryeae — триба квіткових рослин Juglandaceae, що складається з єдиного живого роду Platycarya. Зараз ця триба проживає в Східній Азії в Китаї, Кореї та Японії.
Ряд викопних родів був описаний у Північній півкулі, починаючи з раннього еоцену та поступово обмежуючись Східною Азією під час плейстоценових льодовикових періодів. У літописі скам’янілостей переважають морфотаксони, засновані на рослинному матеріалі, з ізольованими плодами, листям, пилком і деревиною в окремих мофогенерах.

## Роди
- Platycarya Siebold & Zucc.
- †Clarnoxylon
Manchester & Wheeler (морфотаксон деревини)[7]
- †Hooleya E.Reid & M.Chandler (морфотаксон плоду)
- †Palaeoplatycarya Manchester (морфотаксон плоду)
- †Platycarypollenites (Nagy) Frederiksen & Christopher (морфотаксон пилку)
- †Pterocaryopsis M.Chandler (морфотаксон плоду)
- †Vinea Wolfe (морфотаксон листка)